# ويليام دبليو. نوكس
ويليام دبليو. نوكس (بالإنجليزية: William W. Knox)‏ هو قاضي ومحامي أمريكي، ولد في 18 يونيو 1911 في إيري في الولايات المتحدة، وتوفي بنفس المكان في 30 أغسطس 1981.